# خوان مارتين لوسيرو
خوان مارتين لوسيرو (بالإسبانية: Juan Martín Lucero)‏ هو لاعب كرة قدم أرجنتيني في مركز الوسط، ولد في 30 نوفمبر 1991 في مندوزا في الأرجنتين. لعب مع إنديبندينتي وديفنسا خوستيكا ونادي جوهر دار التعظيم.

## وصلات خارجية
- خوان مارتين لوسيرو على موقع قاعدة بيانات كرة القدم.إي يو (الإنجليزية)
- خوان مارتين لوسيرو على موقع Soccerway.com (الإنجليزية)